# ミス・サラエボ
「ミス・サラエボ」(Miss Sarajevo)は1995年にU2とブライアン・イーノがパッセンジャーズ（Passangers）名義でリリースした曲。パッセンジャーズの『オリジナル・サウンドトラックス1』に収録されている。

## 概要
『Original Soundtracks 1』は架空の映画に基づくサントラという設定だが、この曲は「Your Blue Room」「Beach Sequence」「One Minute Warning」と並んで、実在する映画のサントラである。
アメリカ人ジャーナリスト・ビル・カーターは、1993年の冬、人道的援助をする目的でサラエボに入り、内戦に巻き込まれた。彼は破壊されたオフィスビルに6ヶ月間滞在し、ベビーフードや川や下水溝で見つけた水で飢えをしのぎつつ、食料や医薬品を人々に届けた。
そしてU2がZoo - TVツアーを行っている時、カーターは観客に戦争に巻き込まれている人々の姿を見せて、西側メディアが戦争の人道的側面を無視していると彼らが感じていることを知らせようとU2側に提案。U2はこれを快諾し、ツアー中何度かサラエボと中継を繋いえで、サラエボの人々――1年半もの間、他のヨーロッパ諸国とのコミュニケーションを断絶された人々――に、スタジアムに集まった何千もの人々の前で、話をさせる機会を与えた（ちなみにこれは生中継で、編集の手を加えられなかった）。

さらにカーターはボノにサラエボの地下レジスタンス活動をテーマにしたドキュメンタリー映画を作らないかと話を持ちかけたのだが、ボノはプロデューサーを務めるだけではなく、資金援助までしてくれた。カーターが撮ったドキュメンタリー映画は『Miss Sarajevo』というタイトルで、内戦の最中行われた美人コンテストを描いたものである。優勝したのはInela Nogićという17歳のブロンドの女性だった。
カメラは街のトンネルや地下貯蔵庫を抜けて、コンテストの主催者の姿を追い、市民が標的になるという現代的戦争が行われている間の人々の生活を鋭く洞察している。この映画は敵に包囲されたサラエボの人々のブラックなユーモア精神と士気喪失を頑なに拒否する姿勢をよく捉え、シュールリアリズムとダダイズムこそがファナティズムに対する適切な反応であることを示している。（ボノ）
ルチアーノ・パヴァロッティは以前からU2との共演を望んでいたが、この曲でそれが実現した。ちなみにイタリア語の歌詞を書いたのはスタッフのマーク・コールマンの妻アンナ・コールマンである。

## 収録曲
Version 1 CD（日本盤）
1. Miss Sarajevo
2. One (Live from Madena)
3. Bottoms (Watashitachi no Ookina Yume)
4. Viva Davidoff

Version 2 Vinyl（UK盤）
1. Miss Sarajevo
2. One (Live from Madena)

## PV

### Documentary Version
- 監督：ビル・カーター
- ロケ地：サラエボ（ボスニア・ヘルツェゴビナ）
- 撮影日：1993年
- リリース日：1995年9月

### Live Version
- 監督：モーリス・リネイン
- プロデューサー：ネッド・オハンロン
- 編集：ブライン・マッキー
- ロケ地：ノヴィ・サド（モデナ、イタリア）、サラエボ（ボスニア・ヘルツェゴビナ）
- 撮影日：1995年12月
- リリース日：1995年9月

## ライブ
1995年9月12日、イタリアのモデナで開かれたパヴァロッティ＆フレンズ・コンサートで、フルオーケストラを従えてボノ、エッジ、イーノ、パヴァロッティの4人によって初めて披露された（エッジは珍しく帽子を被っていなかった）。また1997年のPopmartツアー・サラエボ公演でもイーノを伴って演奏された。U2は戦後サラエボで初めてライブを行ったロックバンドで、市民の強い要請により、チャリティライブではなく、ツアーの一環として行われた。Inela Nogicも招待され、バンドによってエスコートされた。この頃、ボノは喉を潰していて上手く歌えず、「サラエボよ、この曲は君たちのために書いた。気に入ってくれると嬉しい。残念ながら僕たちは上手く演奏できないから」と述べた。ラリーはこのライブがバンド結成以来もっとも思い出に残るライブとしている。この曲はElevationツアーでは演奏されなかったが、Vertigoツアー、360度ツアーでは頻繁に演奏されている。

## アウトアピアランス
- Diana, Princess of Wales Tribute (1997) - 1997年8月31日に交通事故で亡くなったダイアナ妃へのトリビュートアルバム。ボノは1995年にイタリアのモデナで行われたパヴァロッティ＆フレンズのコンサートて彼女と顔を合わせたが、その時、歌ったのが「Miss Sarajevo」ということで、この曲を提供した。

## カバー
- ジョージ・マイケル (1996) - 『Songs from the Last Century』収録。

## B面曲
One
パヴァロッティ＆フレンズ・コンサートのライブヴァージョン。
Bottoms (Watashitachi no Ookina Yume)
「Zoo Station」のインストリミックス。
Viva Davidoff
イーノ風のインスト曲。ダビドフとは葉巻のブランドである。

## 評価

### イヤーオブ
- 1996年ホットプレス読者が選ぶ年間ベストアイリッシュシングル
- 1996年ホットプレス読者が選ぶ年間ベストミュージックビデオ

### オールタイム
- 2004年Qマガジンが選ぶ持っておくべき1010曲:デュエット曲[4]